# Phyprosopus acutalis
Phyprosopus acutalis är en fjärilsart som beskrevs av Sensu Walker 1858. Phyprosopus acutalis ingår i släktet Phyprosopus och familjen nattflyn. Inga underarter finns listade i Catalogue of Life.